# Антипп, Мария Владимировна
Мари́я Влади́мировна А́нтипп (род. 26 мая 1981, Таллин) — российская актриса театра и кино.

## Биография

### Ранние годы
Мария Антипп родилась в Таллине 26 мая 1981 года в актёрской семье. Её родители — Лилия Шинкарёва и Владимир Антипп — актёры Русского театра в Таллине (с 2025 года — Театр «Сюдалинна»).
В 14 лет впервые попала в Москву и поняла, что хочет жить именно в этом городе. В тот же год в Таллин на гастроли приехал Театр п/р О. Табакова. Мария посмотрела все спектакли и поняла, что хочет поступить на курс О. П. Табакова. Но позже она узнала, что через год Табаков будет набирать свой курс, и это будет последний набор.
В 1998 году Мария поехала в Москву сдавать вступительные экзамены в Школу-Студию МХАТ. На прослушивании она попала к самому О. П. Табакову, который и принял решение, что эта абитуриентка обязательно должна оказаться на его курсе.

### Карьера
После получения диплома актрисы театра и кино попала в театр им. Р. Симонова к Вячеславу Шалевичу. За полтора года работы в этом театре сыграла Полину в спектакле «Доходное место» и Франциску в спектакле «Три возраста Казановы» по пьесе Марины Цветаевой, где её партнером был Вячеслав Шалевич.
После окончания института Мария снялась в сериале «Сибирочка», где сыграла княжну Елену Павловну. Далее последовали роли в популярных сериалах «Рублевка. Live», «Чужие тайны», «Солдаты 15», «Новости», «Воронины», «Дикий 3», «Убийство на 100 миллионов» и другие.
В настоящее время Мария активно снимается в кинофильмах и телесериалах.

## Работы

### Театр
Театр им. Р. Симонова
- 2003 — «Три возраста Казановы», Франциска
- 2003 — «Доходное место», Полина

### Фильмография
- 2003 — Сибирочка (Елена Павловна)
- 2004 — Диверсант (эпизод)
- 2005 — Рублевка. Live (Лариса Ланская)
- 2006 — Евлампия Романова. Следствие ведет дилетант-3 (Аня Яхнина)
- 2006 — Русский перевод (Ирина Новоселова)
- 2007 — Чужие тайны (Александра Симонова)
- 2008 — Солдаты 15. Новый призыв (Кравченко)
- 2009 — Телохранитель 2 (Кристина Токарева)
- 2010 — Воронины (Катя, эпизод 71)
- 2010 — Наш домашний магазин (Диана)
- 2010 — Невидимки (Оля Бочкина)
- 2010 — Все к лучшему (Ксения)
- 2010 — Здесь кто-то есть. Искупление (эпизод)
- 2011 — Заложники любви (Лида)
- 2011 — Новости (Марина)
- 2012 — Дикий 3 (Наташа)
- 2013 — Балабол (Эльвира Сергеевна)
- 2013 — Убийство на 100 миллионов (Алена)
- 2016 — Провокатор (жена Матвеева)
- 2016 — Отражение радуги (Вероника)
- 2018 — Картина (короткометражный) реж. Сергей Кальварский
- 2020 — Склифосовский 8 сезон (Ольга адвокат Куликова)
- 2021 — Склифосовский 9 сезон (Ольга адвокат)
- 2021 — Инсомния — Вика

## Личная жизнь
- Первый муж — актёр театра и кино Александр Цуркан.
  - Сын Андрей (род. 26.03.2004).
- Второй муж — актёр, режиссёр и телеведущий Игорь Миркурбанов. 
  - Сын Фёдор (род. 8.11.2017) и дочь Виктория (род. 2.10.2021).